# Mendebaldea

Ubicació de Mendebaldea

Mendebaldea és un barri de la ciutat de Pamplona, capital de la Comunitat Foral de Navarra. Té una població de 17.163 habitants (cens de 2008). Limita al nord amb San Juan / Donibane, al sud amb Irunlarrea, a l'est amb Ermitagaña i a l'oest amb Barañáin. Es troba a l'oest de la ciutat i el seu nom en basc vol dir oest.

## Comunicacions
Línies del Transport Urbà Comarcal que comuniquen el barri amb la resta de la ciutat i la Conca de Pamplona.
| Línia    | Trajecte                     | Horari        | Freqüència |
| -------- | ---------------------------- | ------------- | ---------- |
| Línia 12 | Ermitagaña-Mendillorri       | 06:30 - 22:30 | 10 ´       |
| Línia 24 | Circular Mercadillo Landaben | SS            | SS         |
| Línia N2 | Ps. Sarasate – Barañáin      | 23:15 - 23:45 | 30´        |